# NGC 3318
NGC 3318 је спирална галаксија у сазвежђу Једра која се налази на NGC листи објеката дубоког неба.
Деклинација објекта је - 41° 37' 38" а ректасцензија 10h 37m 15,0s. Привидна величина (магнитуда) објекта NGC 3318 износи 11,5 а фотографска магнитуда 12,3. Налази се на удаљености од 38,519 милиона парсека од Сунца. NGC 3318 је још познат и под ознакама ESO 317-52, MCG -7-22-26, AM 1035-412, IRAS 10350-4122, PGC 31533.